# Севастопольська біологічна станція
Севастопольська біологічна станція — перша на території Російської імперії і третя в Європі морська біологічна станція.

## Історія виникнення
Виникла морська біологічна станція в Севастополі завдяки ініціативі видатних науковців Миколи Миклухо-Маклая і Олександра Ковалевського. Її створення було викликано необхідністю упорядкування знань щодо флори і фауни Чорного моря. Так у 1871 році за рішенням Новоросійського товариства природознавців була відкрита одна із перших в Європі морських біологічних станцій. Новостворена станція була підпорядкована Новоросійському імператорському університету. Однак на початку станцію було облаштовано у будівлі на вулиці Адміралтейській, потім була перенесена в район сучасного залізничного вокзалу, і навіть до приватної квартири в районі Артилерійської бухти.
Зведення нової будівлі було завершено лише у 1898 році. Автором проекту виступили архітектори Марфельд і Вейзен. Нова будівля являла собою триповерхову будову із високим цоколем і баштами для розміщення ємностей із водою. Ще до закінчення будівництва, у 1897 році у будівлі було облаштовано морський акваріум.

## Розвиток станції

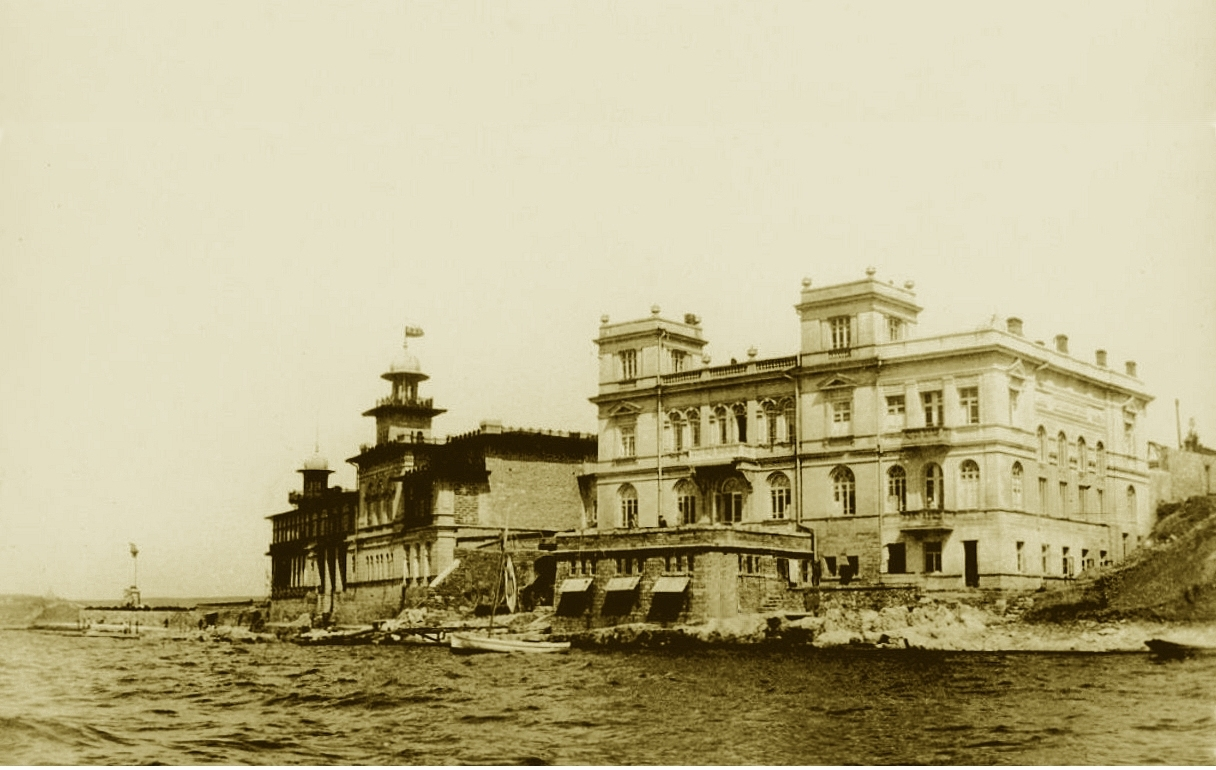
Вигляд станції у 1911 році

Першим керівником станції став Василь Ульянін(1875—1880), який вперше упорядкував знання щодо фауни та зоогеографії Чорного моря. Завдяки його діяльності у 1875 році станція перейшла на державне фінансування. Починаючи з 1880 року станцією керувала Софія Переяславцева, у 1891—1897 — Олексій Остроумов. У 1889 році введено нову посаду — директора біологічної станції, і першим директором було обрано О. Ковалевського. За його ініціативою у 1891 році станцію переведено під ведення Російської академії наук, що розширило можливості наукових досліджень. За період 1902—1930 років станцією керували В. В. Заленський, М. І. Андрусов, В. І. Палладін, В. Н. Нікітін, М. В. Насонов. В 1930 році директором станції став відомий океанограф, академік Сергій Зернов (раніше він вже займав посаду керівника станції у 1901—1913 роках).
Після 1944 року директором станції становиться професор В. О. Водяницкий, який працював на станції з 1931 року. У 1961 році станцію було перепідпорядковано НАН України. Почалося розширення станції — до основної будівлі було прибудовано два триповерхових крила (архітектор Л. В. Плахов), які не порушували класичного вигляду станції.
У 1963 станція увійшла до складу нової організації — Інститут біології південних морів імені О. О. Ковалевського НАН України.